# Édouard Hue
 (novembre 2021).
Si vous disposez d'ouvrages ou d'articles de référence ou si vous connaissez des sites web de qualité traitant du thème abordé ici, merci de compléter l'article en donnant les références utiles à sa vérifiabilité et en les liant à la section « Notes et références ».
Edouard Hue est un danseur, chorégraphe et pédagogue français né le 27 février 1991 à Annecy.
Après une carrière d'interprète international, notamment pour les chorégraphes Hofesh Shechter, Damien Jalet et Olivier Dubois, il crée en 2014 la compagnie de danse contemporaine franco-suisse Beaver Dam Company.

## Biographie

### Formation
Edouard Hue commence sa formation de danseur au conservatoire à rayonnement régional d'Annecy en 2007 puis rentre au Ballet Junior de Genève en 2010.

### Carrière professionnelle

#### Danseur
En 2012, il travaille pour le chorégraphe Frédéric Gafner et rejoint ensuite la Hofesh Shechter Company à Londres en tant qu'apprenti et plus tard comme danseur invité. Il danse dans les pièces Uprising et Political Mother. En 2014, il commence sa collaboration avec Olivier Dubois, alors directeur du Centre chorégraphique national de Roubaix pour lequel il danse dans les pièces Tragédie et Prêt à Baiser. En 2015, il danse pour Damien Jalet dans la pièce Gravity Fatigue dont la direction artistique est tenue par le costume designer Hussein Chalayan. Entre 2012 et 2016, il travaille aussi comme danseur freelance pour James Wilton, Marine Besnard, József Trefeli et Giuseppe Bucci.
En 2019, il reçoit le prix Suisse de la danse en tant que « Danseur exceptionnel ».

#### Chorégraphe
En 2014, il crée la Beaver Dam Company et sa première pièce le duo Murky Depths qui remporte le Prix du Jury au Tremplin de la Création, MJC de Novel, le premier prix et prix du public au concours international Arcadanse en 2015, le prix du public aux HiverÔclites CDCN - Les Hivernales en 2015 et le prix du public au Fukuoka Dance Fringe Festival vol.9 en 2016.
En 2016, il crée le quintet Into Outside qui sera par la suite remonté à l'École de danse contemporaine de Montréal en 2018 et pour la Frontier Danceland de Singapour en 2019. Il est artiste en résidence à L'Auditorium Seynod – scène régionale à partir de 2016 jusqu'à 2020. En 2017, il est soutenu par Pro Helvetia pour la culture, qui met en place un mentoring avec Olivier Dubois.
En 2018, le solo Forward intègre le Programme danse et dramaturgie initié par Philippe Saire – Théâtre Sévelin 36. En 2019, Edouard Hue crée la partie Domine Jesu du spectacle Requiem de Yoann Bourgeois et est répétiteur ponctuel pour la pièce Scala. La même année il crée Identity pour les élèves du CFC danse de Genève.
En 2020, il crée le quintet Molten pour la Beaver Dam Company et le duo No Matter pour la Gauthier Dancer Company, qui fait partie du projet « Meet the Talent ». En 2021, il crée la pièce After the Bridge pour l'école Salzburg Experimental Academy of Dance (SEAD) en Autriche et la pièce jeune public Yumé pour sa compagnie. En décembre 2021 sa nouvelle création pour neuf danseurs et danseuses All I Need est présentée au Festival de Danse de Cannes dirigé par Brigitte Lefèvre.
En 2022, Edouard Hue crée la pièce Titan pour le Ballet du Theater Basel à Bâle en Suisse. La pièce, pour 9 interprètes, fait partie du programme Off/Limits composé aussi de la pièce Territory du chorégraphe Muhammed Kaltuk.
En 2023, il crée un extrait de L'Oiseau de Feu pour le Ballet de L'Opéra du Grand Avignon, présenté en soirée partagée avec le Boléro de Ravel, chorégraphié par Hervé Koubi. En octobre de la même année, il crée le spectacle Dive pour sept danseuses et danseurs. La pièce fait partie de la sélection du journal Le Monde des "Seize spectacles à réserver pour février 2025".
En 2024, Edouard Hue est invité par le chorégraphe Angelin Preljocaj à créer la pièce Skinny hearts  pour le Bayerisches Staatsballet de Munich lors de la soirée SPHERES.02 | PRELJOCAJ initiée par le directeur artistique Laurent Hilaire. En août 2024, il crée la pièce Flowers pour la Beaver Dam Company.

## Principales chorégraphies
- 2014 : Murky Depths
- 2016 : Into outside
- 2017 : Meet me halfway
- 2018 : Forward[1]
- 2020 : Molten[3]
- 2021 : Yumé[10]
- 2021 : All I Need[11]
- 2022 : Titan
- 2023 : L'Oiseau de Feu[12]
- 2023 : Dive
- 2024 : Skinny hearts
- 2024 : Flowers

## Prix et distinctions
- 2015 : Jeunes qui osent, Crédit Mutuel
- 2015 : Premier prix et prix du public au Concours international Arcadanse
- 2016 : Prix du public aux HiverÔclites , CDCN - Les Hivernales
- 2016 : Prix du public au Fukuoka Dance Fringe Festival vol.9
- 2019 : Prix suisse de la danse « Prix du danseur exceptionnel »[2]